# 展示
| ウィキペディアには「展示」という見出しの百科事典記事はありません（タイトルに「展示」を含むページの一覧/「展示」で始まるページの一覧）。 代わりにウィクショナリーのページ「展示」が役に立つかもしれません。 |